# Philippe Entremont
Pour les articles homonymes, voir Entremont.
Philippe Entremont, né le 7 juin 1934 à Reims, est un pianiste et chef d'orchestre français.

## Biographie

### Jeunesse et formation
Philippe Henri Jean Émile Léon Entremont naît dans une famille musicienne : sa mère est pianiste,  son père, Jean Entremont, violoniste et chef  d’orchestre (Opéra de Strasbourg, Monte Carlo, Bordeaux, etc.).
Après avoir  étudié en privé avec la pianiste Marguerite Long, il fréquente le Conservatoire de Paris dans la classe de Jean Doyen. En 1948, il obtient un premier prix de musique de chambre  et de piano en 1949. En 1950 il est lauréat du Concours international Marguerite-Long-Jacques-Thibaud. Ses débuts professionnels datent de 1951 à Barcelone. Il est finaliste, en 1952, du Concours musical international Reine-Élisabeth-de-Belgique et reçoit le dixième prix parmi les lauréats. En 1953, il remporte le second prix du Concours international Marguerite-Long-Jacques-Thibaud ainsi que la Harriet Cohen Piano Medal.

### Carrière de pianiste
La carrière de Philippe Entremont a débuté à 18 ans lorsqu'il s'est fait connaître du public international en devenant lauréat du Concours Reine Elisabeth et en interprétant le concerto pour piano d'André Jolivet et le concerto pour piano nº 1 de Franz Liszt au Carnegie Hall de New York. Il joue et enregistre sous la direction d'Igor Stravinsky, Darius Milhaud, Leonard Bernstein, Seiji Ozawa, Pierre Boulez, Eugene Ormandy, Leopold Stokowski.
C'est grâce à lui que Michel Plasson réalise son premier enregistrement : Les 5 concertos pour piano et orchestre de Camille Saint-Saëns, avec l'Orchestre du Capitole de Toulouse (CBS 1976). Philippe Entremont a donné plus de 6 000 concerts à travers le monde, dont une centaine avec l'Orchestre de Philadelphie. Il fut considéré comme « le plus grand des jeunes pianistes de notre temps »[réf. nécessaire]. À l'âge de dix-neuf ans, Entremont remporte le concours international Marguerite Long-Jacques Thibaud, ce qui lui permet d'être sélectionné pour une tournée avec les Jeunesses Musicales Canada dans le cadre d'un programme d'échange organisé par les Jeunesses Musicales de France. Il remporte le Grand Prix du disque de l'Académie Charles-Cros en 1965, ainsi que, entre autres, le Prix Edison (en). Depuis lors, il poursuit une carrière internationale de tout premier ordre au piano et, depuis trente ans, sur le podium.
Philippe Entremont n'abandonne pas pour autant le piano. En août 2008, il a représenté la France au grand concert de gala "Olympic Games Piano Extravaganza" de Pékin.

### Le chef d’orchestre
Philippe Entremont a dirigé de nombreux orchestres symphoniques américains, européens et asiatiques, parmi lesquels : 
- l'Orchestre de Philadelphie
- l'Orchestre symphonique de San Francisco
- l'Orchestre symphonique de Détroit
- l'Orchestre symphonique du Minnesota
- l'Orchestre symphonique de Seattle
- l'Orchestre symphonique de Saint-Louis
- l'Orchestre symphonique de Houston
- l'Orchestre symphonique de Dallas
- l'Orchestre symphonique de Pittsburgh
- l'Orchestre symphonique d'Atlanta
- l'Orchestre symphonique de Montréal
- l'Academy of St Martin-in-the-Fields
- l'Orchestre philharmonique royal
- l'Orchestre national d'Espagne
- l'Académie nationale Sainte-Cécile
- l'Orchestre national de France
- l'Orchestre philharmonique royal de Stockholm
- l'Orchestre philharmonique d'Oslo
- l'Orchestre philharmonique de Varsovie
- l'Orchestre symphonique de la NHK de Tokyo
- l'Orchestre symphonique de la KBS de Séoul
- l'Orchestre symphonique de Vienne
- l'Orchestre philharmonique de Bergen

Il a travaillé avec les plus grands solistes internationaux, instrumentistes et chanteurs.
Il a été directeur musical du New Orleans Philharmonic Orchestra entre 1981 et 1986, puis directeur musical de l'Orchestre symphonique de Denver. Il a aussi été chef permanent du Netherlands Chamber Orchestra d'Amsterdam jusqu'en 2002. Après avoir été le directeur musical et le chef permanent de l'Orchestre de chambre de Vienne, il en est devenu le chef lauréat à vie (« Lebenzeit »). Il a également été le directeur musical de l'Orchestre de chambre d'Israël et en est aujourd'hui leur chef lauréat.
En octobre 2004 il est nommé le premier chef invité de l'Orchestre symphonique de Munich et depuis 2006 il en est le principal chef. Avec cet orchestre il dirigea du clavier 11 concerts en Espagne en mai 2005, plus de cinquante concerts aux États-Unis entre 2005, 2008 et 2011 et 15 concerts au Royaume-Uni en novembre 2006.
En 1997, il a fondé le Festival bisannuel de Santo Domingo.
À partir de 2013, il est de retour à Vienne, en association avec le célèbre Wiener Konzertverein Orchester. Des tournées internationales sont au programme - aux États-Unis en janvier 2014.

### Testament holographique
En 2019 Philippe Entremont devient le premier artiste classique vivant à enregistrer son hologramme,, à l'initiative de la start-up suisse Cybel'Art. Une équipe de six techniciens a filmé le pianiste et ses mains glissant sur le piano à queue pendant trois jours dans la salle de concert de La Chaux-de-Fonds[Laquelle ?]. Une caméra spéciale, offrant une résolution très élevée de 6 et 8K, a été placée au-dessus du pianiste. Pour la captation du son, quatre micros de haute technologie ont été déployés.

## Décorations
- Commandeur de la Légion d'honneur Il est fait chevalier le 2 mars 1978, promu officier le 13 juillet 1995[5], puis commandeur le 13 juillet 2016[6].
- Commandeur de l'ordre national du Mérite Il est officier du 17 novembre 1981, puis est promu commandeur le 13 mai 2005[7].
- Commandeur de l'ordre des Arts et des Lettres Il est fait commandeur lors de la promotion du 11 décembre 1997[8].

Philippe Entremont a aussi été décoré de la Croix d'Honneur des Arts et Sciences en Autriche, ainsi que de la Grande Croix de l'Ordre du Mérite de la République autrichienne. Il est directeur du célèbre Conservatoire américain de Fontainebleau de 1992 à 2012,  poste jadis occupé par la légendaire Nadia Boulanger.

## Discographie
Philippe Entremont a réalisé une importante discographie et est un des artistes les plus enregistrés de tous les temps[réf. nécessaire]. D'abord pour Concert Hall – Guilde du Disque, où il grave le Concerto pour piano n° 20 de Mozart K.466 sous la direction de son père, Jean Entremont.
Au début des années 60, il signe un important contrat chez CBS où il enregistre plusieurs grandes œuvres pour piano (sonates, musique de chambre, concertos). notamment par CBS Sony, Teldec et Harmonia Mundi.
En 2005, à l'occasion de ses 70 ans, Philippe Entremont rejoint l'éditeur discographique suisse Cascavelle qui a récemment publié son intégrale des œuvres pour piano seul et à quatre mains de Ravel, ainsi que son enregistrement inédit du premier concerto pour piano de Tchaïkovsky, réalisé en 1958 avec le London Symphony Orchestra sous la direction de Pierre Monteux. Pour le même label Philippe Entremont a enregistré deux concertos de Mozart, à la direction et au piano, avec l'Orchestre symphonique de Munich.
En novembre 2009, il est le premier chef d'orchestre occidental à réaliser un enregistrement avec un orchestre chinois (la symphonie no 5 de Chostakovitch) avec l'Orchestre Symphonique de Shenzhen[réf. nécessaire].